# Software as a service
Software jako služba, (anglicky) Software as a Service, případně SaaS je model poskytování software uživatelům formou předplatného, kdy uživatel platí za období ve kterém mu je daný software poskytován. Tento software může uživatel provozovat jak na vlastním hardwaru (typicky např. Microsoft Office 365), pak jde o tzv. SaaS computing, tak může být provozováno na externím vybavení a zpřístupněno uživateli typicky prostřednictvím webové aplikace - pak jde o SaaS cloud. SaaS vznikla jako reakce na potřebu snižování nákladů na software, rychlého nasazení a outsourcingu. Využíváním SaaS mohou firmy také redukovat přímé náklady na nákup softwaru, jelikož náklady na licenci on-demand bývají menší a v případě cloud řešení není potřeba například licence na servery. SaaS spadá účetně do provozních nákladů (OpEx), zatímco náklady na zakoupení licence jsou investičními náklady (CapEx), což může být rovněž výhodné.

## Historie
O konceptu „software as a service“ se poprvé začalo hovořit v roce 1999 a toto řešení bylo považované jako velice perspektivní v Bennett et al. – téma „Service Based Software“. I když pojem „software as a service“ byl od této doby hodně zmiňován, zkratka SaaS byla poprvé použita o několik let později v knize „Strategic Backgrounder: Software as a Service“ od Software & Information Industry's eBusiness Division, která byla publikovaná v únoru 2001.
V posledních letech díky navýšení přenosové kapacity Internetu a sítí WAN se rozvinul outsourcing informačních systémů hostováním aplikací. Pomocí outsourcingu se podniky snaží především vytěsnit maximum aktivit, které nesouvisejí s primárním předmětem jejich podnikání, mimo rámec organizace. Dalšími cíli je zlepšení cash flow, eliminace rizik a rozložení nákladů na software v čase takovým způsobem, aby nedocházelo ke zbytečnému jednorázovému finančnímu zatížení. SaaS umožňuje také rozvoj systému bez investic do hardwaru a pouze dochází k nákupu nových licencí na uživatele.
Předchůdcem SaaS byl obchodní model ASP (Application Service Provisioning), ale před časem relativně zanikl. Nyní se díky zvýšení kapacity Internetových přípojek vrací v podobě konceptu SaaS (Software as a Service) využívajícího hosting aplikací.

## SaaS
Pojem SaaS je často spojován převážně s business softwarem a hlavně se způsobem levného pořízení aplikace, která by nabízela stejnou funkcionalitu jako klasické řešení, ale za mnohem menší finanční prostředky. Často bývá také tento koncept zaměňován s pojmem Web 2.0, ale hlavní odlišnost s SaaS je, že se jedná o klasické řešení informačního systému, které je nabízeno buď přes webové rozhraní, anebo provozováno na vlastním HW.
Nasazením SaaS řešení odpadají investice do aplikačního softwarového balíku, která se odepisuje několik let. Zákazník jednoduše využívá softwarovou funkcionalitu na dálku jako službu. Dále zákazník platí provozní náklady, které lze jednoduše přímo odepsat jako provozní náklady.
SaaS aplikace jsou obvykle účtovány ve formě poplatku na uživatele. Občas SaaS bývá účtován za určitý minimální počet uživatelů a je obvyklé přidávání extra poplatků za přidané služby, prostor v databázi na pevném disku a podobně. Ceny na uživatele se také většinou neodlišují mezi typy uživatelů, což bývá typické u klasických softwarových aplikací.
Poskytovatel SaaS softwaru může hostovat aplikaci na vlastních serverech, serverech zákazníka, nebo tato funkce může být svěřena třetí straně. Typickým příkladem je například hostovaná aplikace Microsoft Dynamics CRM, kdy je v Severní Americe nabízena v rámci Live účtů a v České republice tuto aplikaci hostuje a nabízí na svých zařízeních společnost Logos pod názvem CRM Hosting. Pokud se jedná o CRM, což je v současné době asi nejčastější příklad Saas, tak jako první přišla s touto funkcionalitou společnost Salesforce. V současné době podobné řešení nasazuje právě Microsoft anebo Oracle-Siebel, jako reakce na silné postavení konkurence. Mezi další aplikace, které jsou nabízeny formou SaaS patří například video konference, systém pro výměnu dat v oblasti dopravy a logistiky pod názvem Cargopass,Rapid Application Development platforma s řešeními pro podporu ITIL procesů a řízení projektů ObjectGears či aplikace pro řízení lidských zdrojů, účetnictví, e-mail a podobně.

### Limitující faktory
SaaS byl původně považován jako potenciální bezpečnostní a operační riziko. Mnoho firem si přeje držet vlastní data pod interní kontrolou. V poslední době ale SaaS poskytovatelé mají zabezpečené servery a data lépe než vůbec samotní zákazníci mohou mít a nabízejí často další přidané služby ještě pro lepší zabezpečení. Dále je známá skutečnost, že většina krádeží dat je prováděna vlastními zaměstnanci a ne konkurencí a podobně.
Dalším často zmiňovaným limitujícím faktorem je obtížná přizpůsobitelnost. V dnešní době ale již mnoho poskytovatelů upravilo své aplikace tak, že umožňují relativně jednoduše rozsáhlé úpravy aplikace a zároveň velmi intuitivně. Zákazník je tudíž schopen sám upravit aplikaci podle svých potřeb. Dále poskytovatelé nabízejí další přidané služby a balíky pro přizpůsobení podle jednotlivých segmentů podnikání a podobně. Otázkou zůstává propojení s ostatními firemními aplikacemi. Poskytovatelé, ale postupně přidávají funkčnosti, které tuto situaci zlepšují.

### Přínosy SaaS
Model SaaS přináší zákazníkovi i dodavateli výrazné výhody. Hlavním kladem pro obě strany je, že spolu sdílejí rizika i odměny. Z hlediska zákazníka jde dále především o následující přínosy:
- Počáteční náklady jsou výrazně nižší.
- Náklady jsou předem známé a bez překvapivých navýšení.
- Součástí služby je průběžné vylepšování softwaru a podpora.
- Zákazník se může svobodně rozhodnout přejít k jinému dodavateli, pokud služba nesplňuje očekávané přínosy. Nutno však podotknout, že přechod může být komplikovaný.
- Redukovat dodatečné náklady a zaměřit se na core-business.
- Zákazník ví, že nebude kupovat „shelfware“ – software, který bude pouze ležet na polici.

Z hlediska dodavatele určitě stojí za zmínku následující výhody:
- Může se spolehnout na tržby z pravidelných splátek.
- Lepší přizpůsobení jednotlivým zákazníkům.
- Může lépe strukturovat upgrade softwaru a technickou podporu.
- Obchodní model se odvíjí od poskytované služby a jejího přínosu pro zákazníka, dodavatel tak má lepší šanci, že si udrží zákazníky.
- Může uplatnit alternativní licenční model, který vede k přírůstkovému podnikání.
- Dodavatel zákazníkovi poskytuje pouze výstupy jím dodávaného software, ne jeho zdrojové kódy – tím se eliminuje jejich krádež resp. ilegální kopírování.

## Populární SaaS
- Salesforce (CRM)
- Microsoft 365 (kancelářský software)
- Box (sdílení souborů)
- Google Apps (různé)
- Amazon Web Services
- Concur (obchodní cestování)
- Zendesk (služby pro zákazníky)
- DocuSign (sdílení dokumentů)
- Dropbox (souborové úložiště)
- Slack (online IM)
- Adobe Creative Cloud (Služba pro správu Adobe nástrojů)